# Луис Брус
Луис Едуард Брус (на английски: Louis Edward Brus) е американски химик и професор по химия в Колумбийския университет. Той е съоткривателят на колоидните полупроводникови нанокристали, известни като квантови точки. През 2023 г. получава Нобелова награда за химия.

## Биография
Луис Юджийн Брус е роден на 10 август 1943 г. в Кливланд, Охайо, САЩ. По време на гимназията в Роланд Парк, Канзас, той развива интерес към химията и физиката.
Брус постъпва в университета Райс през 1961 г. със стипендия на колежа от Корпуса за обучение на военноморски резервни офицери, което изисква от него да участва във военоморски дейности на Корпуса като мичман. През 1965 г. той завършва университета с бакалавърска степен по химия, физика и математика и след това се премества в Колумбийския университет за своите докторски изследвания. За дисертацията си той работи върху фотодисоциацията на парите на натриев йодид под ръководството на Ричард Берсон. След получаване на докторска степен по химическа физика през 1969 г., Брус се завръща във флота като лейтенант и служи като научен щабен офицер в сътрудничество с Лин Минг-чанг във Военноморската изследователска лаборатория на Съединените щати във Вашингтон, окръг Колумбия.
По препоръка на Берсон, Брус напуска флота за постоянно и се присъединява към Лаборатории „Бел“ през 1973 г., където извършва работата, довела до откриването на квантовите точки. През 1996 г. Брус напуска Лаборатории „Бел“ и се присъединява към факултета по химия на Колумбийския университет.

## Почести и отличия
Брус е избран за член на Американската академия на изкуствата и науките през 1998 г., за член на Националната академия на науките на Съединените щати през 2004 г.  и е член на Норвежката академия на науката и литературата.
През 2023 г. Брус получава Нобелова награда за химия съвместно с Алексей Екимов и Мунги Бауенди „за откриването и синтеза на квантовите точки“. Бауенди работи по своята дисертация с Брус, докато двамата са колеги в Лаборатории „Бел“.

## Избрани публикации
- Rossetti, R. и др. Electron-hole recombination emission as a probe of surface chemistry in aqueous cadmium sulfide colloids //  The Journal of Physical Chemistry 86 (23).   November 1982. DOI:10.1021/j100220a003. с. 4470–4472.
- Brus, L. E. A simple model for the ionization potential, electron affinity, and aqueous redox potentials of small semiconductor crystallites //  The Journal of Chemical Physics 79 (11).   December 1, 1983. DOI:10.1063/1.445676. с. 5566–5571.
- Brus, L. E. Electron–electron and electron-hole interactions in small semiconductor crystallites: The size dependence of the lowest excited electronic state //  The Journal of Chemical Physics 80 (9).   May 1, 1984. DOI:10.1063/1.447218. с. 4403–4409.
- Brus, Louis. Electronic wave functions in semiconductor clusters: experiment and theory //  The Journal of Physical Chemistry 90 (12).   June 1986. DOI:10.1021/j100403a003. с. 2555–2560.
- Nirmal, M. и др. Fluorescence intermittency in single cadmium selenide nanocrystals //  Nature 383 (6603).   October 1996. DOI:10.1038/383802a0. с. 802–804.
- Bawendi, M G и др. The Quantum Mechanics of Larger Semiconductor Clusters ("Quantum Dots") //  Annual Review of Physical Chemistry 41 (1).   October 1990. DOI:10.1146/annurev.pc.41.100190.002401. с. 477–496.
- Michaels, Amy M. и др. Surface Enhanced Raman Spectroscopy of Individual Rhodamine 6G Molecules on Large Ag Nanocrystals //  Journal of the American Chemical Society 121 (43).   November 1, 1999. DOI:10.1021/ja992128q. с. 9932–9939.
- Lee, Changgu и др. Anomalous Lattice Vibrations of Single- and Few-Layer MoS 2 //  ACS Nano 4 (5).   May 25, 2010. DOI:10.1021/nn1003937. с. 2695–2700.